# Frans Prinsen
Franciscus Gaston Remigius (Frans) Prinsen (Borgerhout, (30 december 1905 - onbekend) was een Belgische atleet die gespecialiseerd was in de sprint. Hij nam eenmaal deel aan de Olympische Spelen en werd op twee verschillende onderdelen achtmaal Belgisch kampioen.

## Biografie
Prinsen behaalde tussen 1927 en 1933 zeven opeenvolgende Belgische titels op de 400 m. In 1931 veroverde hij ook de titel op de 200 m. Hij nam in 1928 op beide afstanden en op de 4 x 400 m estafette deel aan de Olympische Spelen van Amsterdam. Alleen op de 400 m overleefde hij de reeksen.

### Clubs
Prinsen begon zijn carrière bij Tubantia Atletiekclub en stapte daarna over naar Beerschot Atletiekclub.

## Belgische kampioenschappen
| Onderdeel | Jaar                                      |
| --------- | ----------------------------------------- |
| 200 m     | 1931                                      |
| 400 m     | 1927, 1928, 1929, 1930, 1931, 1932 , 1933 |

## Persoonlijke records
| Onderdeel | Prestatie | Datum | Plaats |
| --------- | --------- | ----- | ------ |
| 200 m     |           |       |        |
| 400 m     | 51,2      | 1931  |        |

## Palmares

### 200 m
- 1928: 3e in reeks OS in Amsterdam
- 1931:  BK AC – 23,0 s

### 400 m
- 1927:  BK AC – 51,4 s
- 1928:  BK AC – 50,6 s
- 1928: 4e in ¼ fin. OS in Amsterdam
- 1929:  BK AC – 51,6 s
- 1930:  BK AC – 55,0 s
- 1931:  BK AC – 51,4 s
- 1932:  BK AC – 51,0 s
- 1933:  BK AC – 51,8 s

### 4 x 400 m
- 1928: 5e in ½ fin. OS in Amsterdam

1. ↑  [Register van de burgerlijke stand van Borgerhout, geboorteakte 5, 2 januari 1906